# Jerry Rubin
Jerry Clyde Rubin (Cincinnati, 14 de julho de 1938 – Los Angeles, 28 de novembro de 1994) foi um ativista social, ícone da contracultura norte-americana durante as décadas de 1960 e 1970. Rubin ficou conhecido por ser um dos co-fundadores dos Yippies e por seu envolvimento no caso dos Sete de Chicago. Nos anos 80 tornou-se empresário.

## Juventude
Rubin nasceu em Cincinnati, filho de um entregador de pão e representante sindical. Rubin frequentou a  Walnut Hills High School, co-editando o jornal da escola, The Chatterbox e se formando em 1956. Enquanto estava no colégio, Rubin começou a escrever para o jornal The Cincinnati Post, compilando partidas esportivas dos jogos do ensino médio. Ele freqüentou o Oberlin College e a Universidade Hebraica em Jerusalém, e depois se formou na Universidade de Cincinnati, recebendo um diploma em História.  Rubin freqüentou a Universidade da Califórnia, Berkeley em 1964, mas abandonou-a para se concentrar no ativismo social. Seu primeiro protesto foi contra uma mercearia de Cincinatti que se recusara a contratar funcionários afro-americanos.
Os pais de Rubin morreram com 10 meses de diferença um do outro, deixando Rubin como a única pessoa a cuidar de seu irmão mais novo, Gil, que tinha 13 anos na época. Jerry queria ensinar Gil sobre o mundo e planejava levá-lo para a Índia. Quando  parentes ameaçaram processar para obter a guarda de Gil, Jerry decidiu levar seu irmão para Israel, em vez disso, se estabelecendo em Tel Aviv. Lá, Rubin trabalhou em um kibutz,  e estudou sociologia enquanto seu irmão, que havia aprendido hebraico, decidiu permanecer em Israel e se mudou permanentemente para um kibutz. Antes de retornar ao ativismo social e político, Rubin fez uma visita a Havana, para aprender em primeira mão sobre a revolução cubana.

## Ativismo social
Rubin organizou o VDC (Comitê do Dia do Vietnã), liderou alguns dos primeiros protestos anti-guerra do Vietnã, co-fundou o Partido Internacional da Juventude (Yippie) e promoveu um porco, Pigasus, a candidato a presidente dos Estados Unidos. Ele desempenhou um papel fundamental na interrupção da Convenção Nacional Democrata de 1968 em Chicago. Junto com outros seis (Abbie Hoffman, Rennie Davis, John Froines, David Dellinger, Lee Weiner e Tom Hayden; Bobby Seale fazia parte do grupo original, mas depois foi excluído), Rubin foi julgado por conspiração por ignorar os padrões estaduais com a intenção de incitar os distúrbios.
Julius Hoffman era o juiz presidente. Os réus eram comumente designados como "Chicago Seven" ou Chicago's Seven (após a exclusão de Seale). Embora cinco dos sete réus restantes tenham sido declarados pelo tribunal culpados de incitar tumultos, as condenações foram posteriormente revogadas em recurso.